# Université publique de Navarre
L'université publique de Navarre (UPNA) (Nafarroako Unibertsitate Publikoa (NUP) en basque) a été créée à Pampelune (Navarre, Espagne) en 1987 par le Parlement de Navarre, dans le but d'étendre l'offre de titres existants et dont il réunirait les enseignements universitaires dispensés dans des centres publics qui, jusqu'à ce moment, agissaient sans une coordination suffisante.
Actuellement, l'université publique de Navarre (UPNA) possède trois campus, deux d'entre eux à Pampelune et un dans la commune de Tudela. Le campus de Pampelune se situe dans la zone hospitalière de la ville où on trouve l'Escuela Universitaria d'Estudios Sanitarios (diplôme en infirmerie), et dans le campus d'Arrosadía, au sud de la ville, où on trouve presque la totalité des titres qui sont dispensés à l'université. D'autre part, dans le campus de Tudela on distribue les titres de diplôme en physiothérapie (Hospital Reina Sofia de Tudela) et l'ingénierie technique industrielle mécanique avec intensification en design industriel.

## Enseignement
On peut suivre 22 titres officiels et spécialités de premier et second cycle, et plus de 30 programmes de postgraduate, outre 8 titres propres dans deux facultés, deux écoles supérieures et une école universitaire.

### Intitulés et spécialités du premier et second cycle

#### Faculté des sciences économiques et entreprises
- Licence en économie
- Licence en administration et direction d'entreprises
- Diplôme en Sciences patronales
- Études simultanées Droit et Administration et de Direction d'Entreprises (Titre propre de Direction Entreprise et d'Études Juridiques)

#### École technique supérieure d'ingénieur agronome
- Ingénieur Agronome

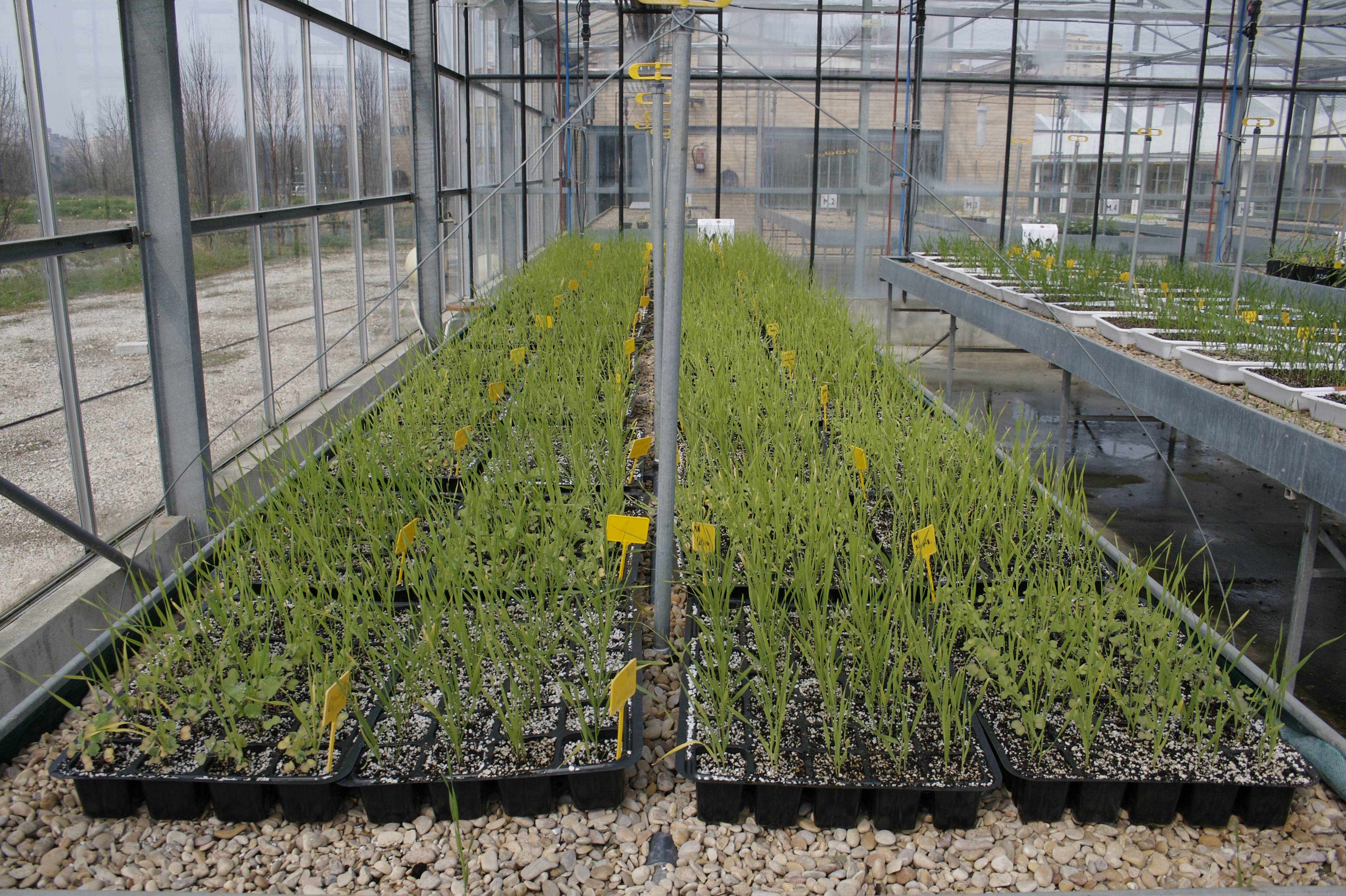
Serres climatisés de l'exploitation de practices

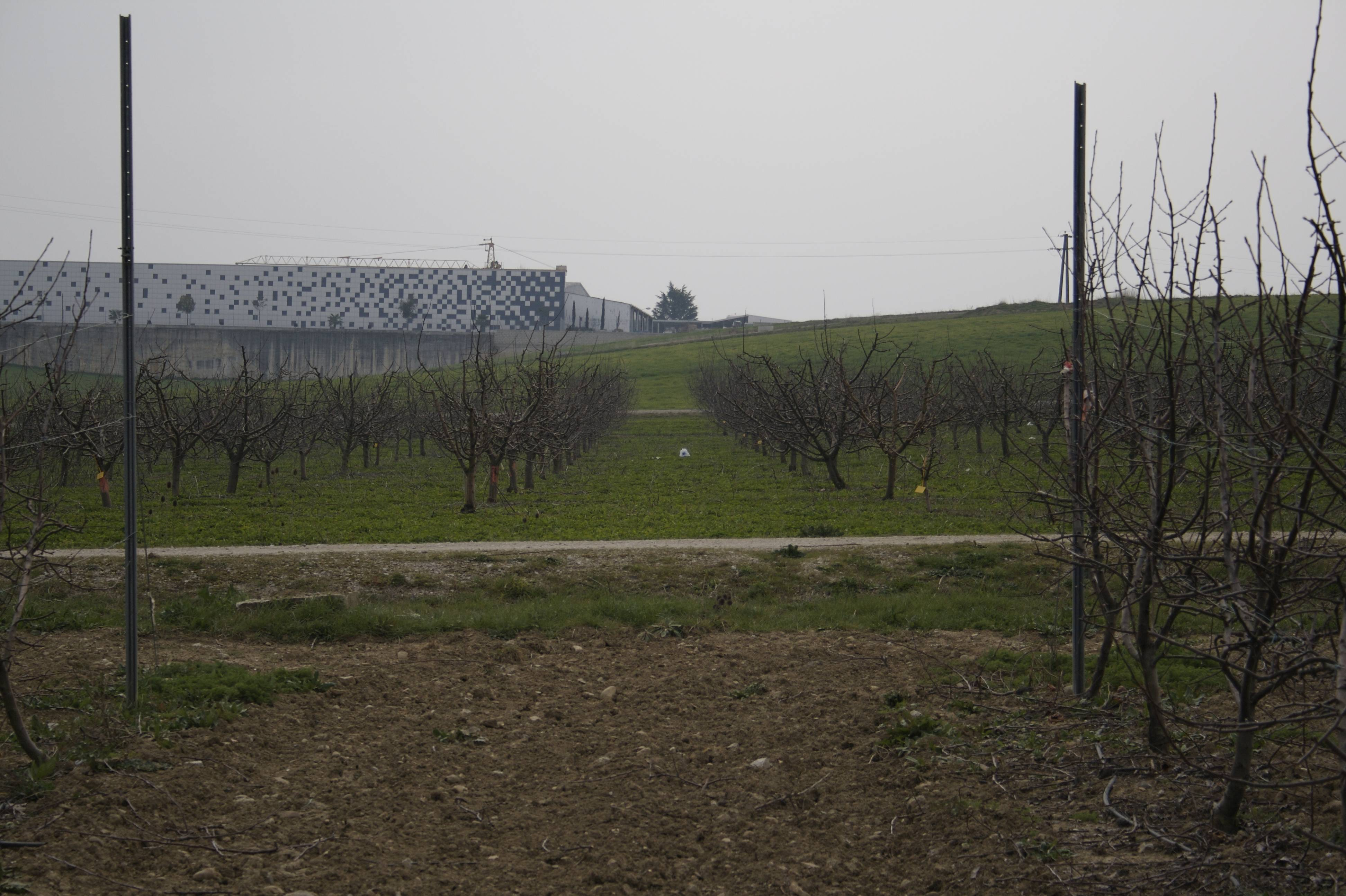
Exploitation de practices de l'ETSIA

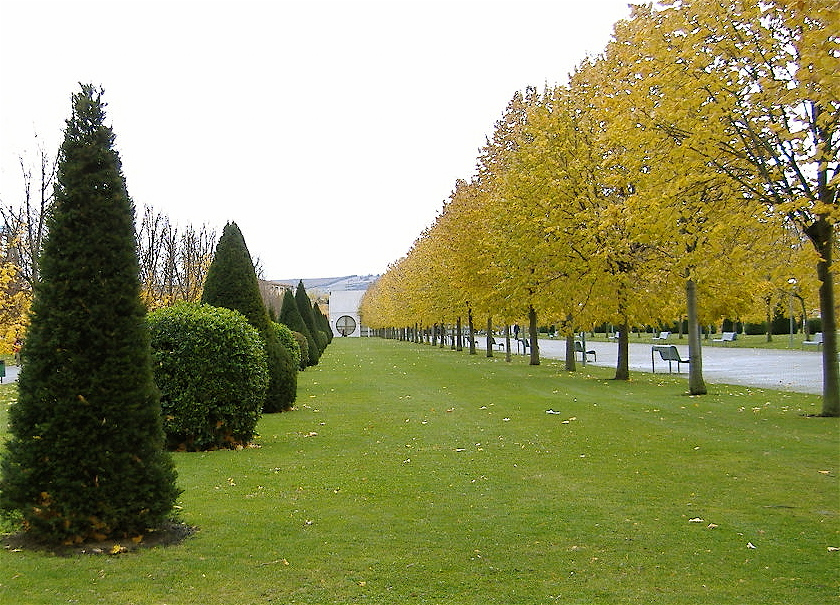
Campus d'Arrosadía

- Ingénieur technique agricole, spécialité en exploitations "Agropecuares"[1]
- Ingénieur Technique Agricole, spécialité en Horticulture, Fruticulture et Jardinerie
- Ingénieur Technique Agricole, spécialité en Industries Agraires et Alimentaires

#### École technique supérieure d'ingénieurs industriels et de télécommunications
- Ingénierie technique industrielle, spécialité en mécanique
- Ingénierie technique industrielle, spécialité en électricité
- Ingénierie technique industrielle, spécialité en mécanique, avec intensification en design industriel
- Ingénierie industrielle
- Ingénierie de télécommunication
- Ingénierie technique télécommunication, spécialité Image et de Son
- Ingénierie technique en informatique de gestion
- Ingénierie informatique (2e cycle)

#### Faculté des sciences humaines et sociales
- Licence en sociologie
- Licence en droit
- Études simultanées Droit et Administration et Direction d'Entreprises (titre propre de direction entreprise et d’études juridiques)
- Diplôme en relations de travail
- Diplôme en travail social
- Corps enseignant en éducation infantile
- Corps enseignant en éducation primaire
- Corps enseignant en langue étrangère
- Corps enseignant en éducation musicale

#### École universitaire d'études sanitaires
- Diplôme en infirmerie
- Diplôme en physiothérapie

### Études propres

#### Masters
- Master en Direction de commerce international
- Master en Prévention des risques du travail

#### Experts de second degré
- Expert en Direction bancaire et Finances
- Expert en Droit de l'Union européenne
- Expert en Gestion de la qualité
- Expert en Ingénierie et Gestion environnementale
- Expert en Nouvelles technologies de l'information et les Communications pour la Gestion patronale
- Expert en Médiation parentale
- Spécialiste en Intégration des personnes avec invalidité
- Expert en Universitaire en Gérontologie Clinique et Sociale

#### Programme de formation de postgraduat de magistrature
- Expert Universitaire en "Estomaterapia"

### Titres transverses
- Conception et Innovation
- Habilités Directives
- Habilités en Gestion Environnementale
- Ingénierie Médicale
- Sécurité et Prévention De travail : Habilités de Gestion

## Installations
Le campus d'Arrosadía, œuvre de Francisco Javier Sáenz de Oiza, avec 26 hectares urbanisés, se trouve à Pampelune et regroupe la salle de classe, la Bibliothèque, sept bâtiments départementaux, le Rectorat, le bâtiment d'Administration et de Gestion, le bâtiment Ateliers et de Laboratoires, la cafétéria, Réfectoire, et le bâtiment de El Sario. Avec El Sario, on trouve l'exploitation practice et de recherche agricole, les Installations sportives (où elles jouent actuellement Portland San Antonio et le MRA Navarre) et l'Institut d'Agro-biotechnologie.
En outre, dans l'enceinte hospitalière de Pampelune, se trouve le bâtiment des Sciences de la Santé avec le département du même nom et l'École universitaire d'études sanitaires.
Dans ce cours 2008-2009 est entré en fonctionnement le nouveau campus de Tudela.

### Sources
- (es) Cet article est partiellement ou en totalité issu de l’article de Wikipédia en espagnol intitulé « Universidad Pública de Navarra » (voir la liste des auteurs).